# Новобелогорка
Новобелогорка — село в Сорочинском городском округе Оренбургской области России.

## География
Село находится в западной части Оренбургской области, в пределах возвышенности Общий Сырт, в степной зоне, на правом берегу реки Бузулук, на расстоянии примерно 30 километров (по прямой) к югу от города Сорочинска, административного центра района. Абсолютная высота — 196 метров над уровнем моря.
Часовой пояс
Село Новобелогорка, как и вся Оренбургская область, находится в часовой зоне МСК+2. Смещение применяемого времени относительно UTC составляет +5:00.

## История
Основано в 1767 году переселенцами из соседнего села Старобелогорка.
Татарское название деревни Яна Актау Яңавыл. В 1918 году включала 170 дворов, около 2000 жителей.
Центром татарской деревни была мечеть, в начале 19 века имамом мечети в Новобелогорке был Шамсиев Хуснутдин, а после него его сын Шамсиев Лутфулла Хуснутдин угли. При мечети функционировала исламская школа.
Шамсиев Хуснутдин был из числа потомственных священнослужителей и обучался в медресе у своего отца вместе с Габделбари Батталом,
известным богословом и тюркологом, который родился 8 декабря 1880 г. в этой деревне и после окончания медресе учился в медресе при мечети Караван-Сарай в Оренбурге, затем в медресе «Расулия» в г. Троицке, выезжал в Египет, где слушал курс лекций в университете аль-Азхар.
После возвращения в Оренбург Баталов Г. Г. работал в газете «Вакыт» и журнале «Шура», где публиковался под псевдонимом Таймас. До 1921года Батталов Г. Г. учился и работал в Оренбурге. С 1925 жил в Турции где у него были родственные связи, там он написал книги «История тюрок-татар», «Казанские тюрки», «Габделвали Яушев» и др.
Главным критерием при определении статуса мечети были звания и численность духовных лиц. Штат духовных лиц при пятивременной мечети ограничивался имамом и муэдзином, при соборной мечети могло быть не более трех духовных лиц: имама, хатиба и муэдзина. По закону 9 декабря 1835 г. «Об определении мулл при мечетях» при назначении в селение с единственной пятивременной мечетью дополнительного штата муллы стала приниматься во внимание численность прихода: если количество прихожан превышало 200 душ мужского пола, то позволялось увеличить число мулл, но не более чем в соборной мечети. Таким образом, власть стремилась контролировать численность духовных лиц, поскольку в местных органах власти преобладало мнение, что именно духовенство является главным воспитателем фанатизма мусульман.
Важное значение для администрации деревни в то время имело также благосостояние крестьян, которые должны были за свой счет содержать мечеть и обеспечивать духовенство. Возбуждая ходатайство о строительстве мечети и образовании прихода, жители самостоятельно решали вопрос о статусе будущего культового здания, что, как правило, указывалось в общественном приговоре.
В основу норматива махаллей и строительства мечетей был взят установленный царским указом 22 июня 1744 г. критерий: численность прихожан мужского пола от 200 до 300 ревизских душ мужского пола. Законом от 15 декабря 1886 г. при постройке новой мечети стали учитываться не ревизские, а наличные 200 душ мужского пола, что было актуально в связи с несоответствием фактических показателей с устаревшими данными. В ходе 10 ревизии прошедшей в 1858 году стало видно что средняя численность жителей мужского пола в 18 деревнях Бузулукского Уезда куда входила деревня составляла 178 человек, а через тридцать лет, в 1886 году уже по 372 души, то есть увеличилась более чем в 2 раза.
В деревне Новобелогорка в конце 18 века проживало около 1000 мужчин из которых более 85 процентов были мусульмане.
Вместе с тем, в то время в Самарской губернии среди мусульман наблюдалось такое явление как массовые миграции татаро-башкирского населения в Турцию.
Массовый выезд во многом был спровоцирован действиями властных органов различного уровня. Пик миграции пришелся на 1898—1900 годы, когда 395 мусульманских (татаро-башкирских) семейств из Самарской и Уфимской губернии планировали переселиться в Турцию. Их привлекала возможность получить в Турции землю, скот и инвентарь, которые, по словам ранее выехавших туда, получал любой эмигрант в дар от султана. Второй серьезный мотив — это возможность беспрепятственно исповедовать ислам.
Турецкое консульство активно выступало за переселенцев, ссылаясь на то, что местные власти разрешили им выехать. За выдачу мигрантам денежных пособий и паспортов ходатайствовал турецкий консул в Одессе Г. Файзбик. Никогда ранее миграции стихийные и организованные не имели такого масштаба. Так как мусульман толкала на этот шаг боязнь крещения.
При деревенской мечети, которая была основана в 1785 году, функционировало медресе, в котором обучалось примерено 50 мальчиков и 25 девочек. Шамсиев Хуснутдин, как и все мусульмане опасался, что закрытие школ приведет, в конечном итоге, к ликвидации религиозного образования и в перспективе духовенства как такового.
Жена Шамсиева Хуснутдина Устабика так называли учителя в женских классах, созданных по просьбе жителей деревни при мечети, для девочек, а также его дочь Рохиля, занимались обучением деревенских девушек.
Обучение девочек традиционно осуществлялось в доме муллы его женой которых называли абыстай или устабика. Женские школы имели совершенно случайный характер. Дело образования девочек обычно находится всецело в зависимости от личного усердия и образованности жены приходского муллы, так как учительницами женской половины мусульманского населения обыкновенно являются жены мулл, которые собирают девочек и учат их у себя на дому. Жена муллы особа грамотная, задумывая учить у себя девочек, объявляет о своем желании населению; девочки собираются, и школа считается открытой.
Шамсиев Хуснутдин с женой, сыном Лутфулло его женой и четырьмя детьми (дочерью и тремя сыновьями) жили напротив мечети, сейчас там построен большой дом. В последующем Лутфуло занял место отца в мечети.
До 1 июня 2015 года входило в состав ныне упразднённого Войковского сельсовета.

## Население
| 2010 |
| ---- |
| 378  |

Половой состав
По данным Всероссийской переписи населения 2010 года в половой структуре населения мужчины составляли 50,8 %, женщины — соответственно 49,2 %.
Национальный состав
Согласно результатам переписи 2002 года, в национальной структуре населения татары составляли 93 % из 440 чел.